# Challenger de Montevideo 2023
El torneo Uruguay Open 2023 fue un torneo de tenis perteneció al ATP Challenger Tour 2023 en la categoría Challenger 100. Se trató de la 18.ª edición, el torneo tuvo lugar en la ciudad de Montevideo (Uruguay), desde el 13 hasta el 19 de noviembre de 2023 sobre pista de tierra batida al aire libre.

## Jugadores participantes del cuadro de individuales
| Favorito | País                 | Jugador                | Rank1 | Posición en el torneo |
| -------- | -------------------- | ---------------------- | ----- | --------------------- |
| 1        | Bandera de Argentina | Pedro Cachin           | 68    | Primera ronda         |
| 2        | Bandera de Argentina | Federico Coria         | 88    | Primera ronda         |
| 3        | Bandera de Chile     | Tomás Barrios          | 105   | Cuartos de final      |
| 4        | Bandera de Argentina | Facundo Díaz Acosta    | 106   | CAMPEÓN               |
| 5        | Bandera de Chile     | Alejandro Tabilo       | 109   | Primera ronda         |
| 6        | Bandera de Bolivia   | Hugo Dellien           | 111   | Semifinales           |
| 7        | Bandera de Argentina | Thiago Agustín Tirante | 119   | Primera ronda         |
| 8        | Bandera de Argentina | Francisco Comesaña     | 122   | Primera ronda, retiro |

- 1 Se ha tomado en cuenta el ranking del 6 de noviembre de 2023.

### Otros participantes
Los siguientes jugadores recibieron una invitación (wild card), por lo tanto ingresan directamente al cuadro principal (WC):
- Joaquín Aguilar Cardozo
- Ignacio Carou
- Franco Roncadelli

Los siguientes jugadores ingresan al cuadro principal tras disputar el cuadro clasificatorio (Q):
- Murkel Dellien
- Álvaro Guillén Meza
- Max Houkes
- Orlando Luz
- Santiago Rodríguez Taverna
- Pedro Sakamoto

## Campeones

### Individual Masculino
- Facundo Díaz Acosta derrotó en la final a  Federico Zeballos, 6–3, 4–3 ret.

### Dobles Masculino
- Guido Andreozzi /  Guillermo Durán derrotaron en la final a  Boris Arias /  Federico Zeballos, 2–6, 7–6(2), [10–8]